# Smerzyn
Smerzyn – wieś w Polsce położona w województwie kujawsko-pomorskim, w powiecie żnińskim, w gminie Łabiszyn. Miejscowość wchodzi w skład sołectwa Załachowo.
Smerzyn leży na południowym brzegu Jeziora Smerzyńskiego, na skraju lasu. Nad jeziorem znajduje się niestrzeżone kąpielisko z pomostem.
W latach 1975–1998 miejscowość administracyjnie należała do województwa bydgoskiego.